# Christian Malcolm
Pour les articles homonymes, voir Malcolm.
Christian Malcolm (né le 3 juin 1979 à Cardiff) est un athlète britannique, spécialiste du sprint et en particulier du 200 m.  Il mesure 1,74 m pour 67 kg. Son club est le Cardiff AAC.

## Carrière sportive
Lors des Jeux olympiques 2000 à Sydney, il termine 5e de la finale du 200 mètres en 20 s 23.
Il est double médaillé de bronze avec le relais britannique aux Mondiaux d'Osaka 2007 avec ses compatriotes Craig Pickering, Marlon Devonish et Mark Lewis-Francis dans un temps de 37 s 90 (SB) à un centième seulement des médaillés d'argent jamaïcains (37 s 89 (NR)) d'Usain Bolt et Asafa Powell ainsi qu'aux Mondiaux d'Helsinki 2005 avec Jason Gardener, Marlon Devonish et Mark Lewis-Francis en 38 s 27.
En finale des Championnats d'Europe de 2010, il finit juste derrière le jeune sprinteur français Christophe Lemaitre dans l'épreuve du 200 m alors qu'il était en tête depuis la sortie du virage.
Le 15 mai 2011, il termine 4e du 150 mètres des « Great City Games » disputé en ligne droite dans les rues de Manchester sur une piste détrempée. Il finit derrière Tyson Gay (14 s 51), Darvis Patton (14 s 98) et son compatriote Marlon Devonish.
Lors des Championnats du monde de Daegu en août 2011, il se hisse en demi-finales du 200 m. Il y prend la 5e place en 20 s 88 derrière notamment les deux qualifiés pour la finale Walter Dix et Alonso Edward.

## Records personnels
- 60 m en salle : 6 s 64 (2001)
- 100 m : 10 s 09 (2001)
- 200 m : 20 s 08 (2001)

## Palmarès

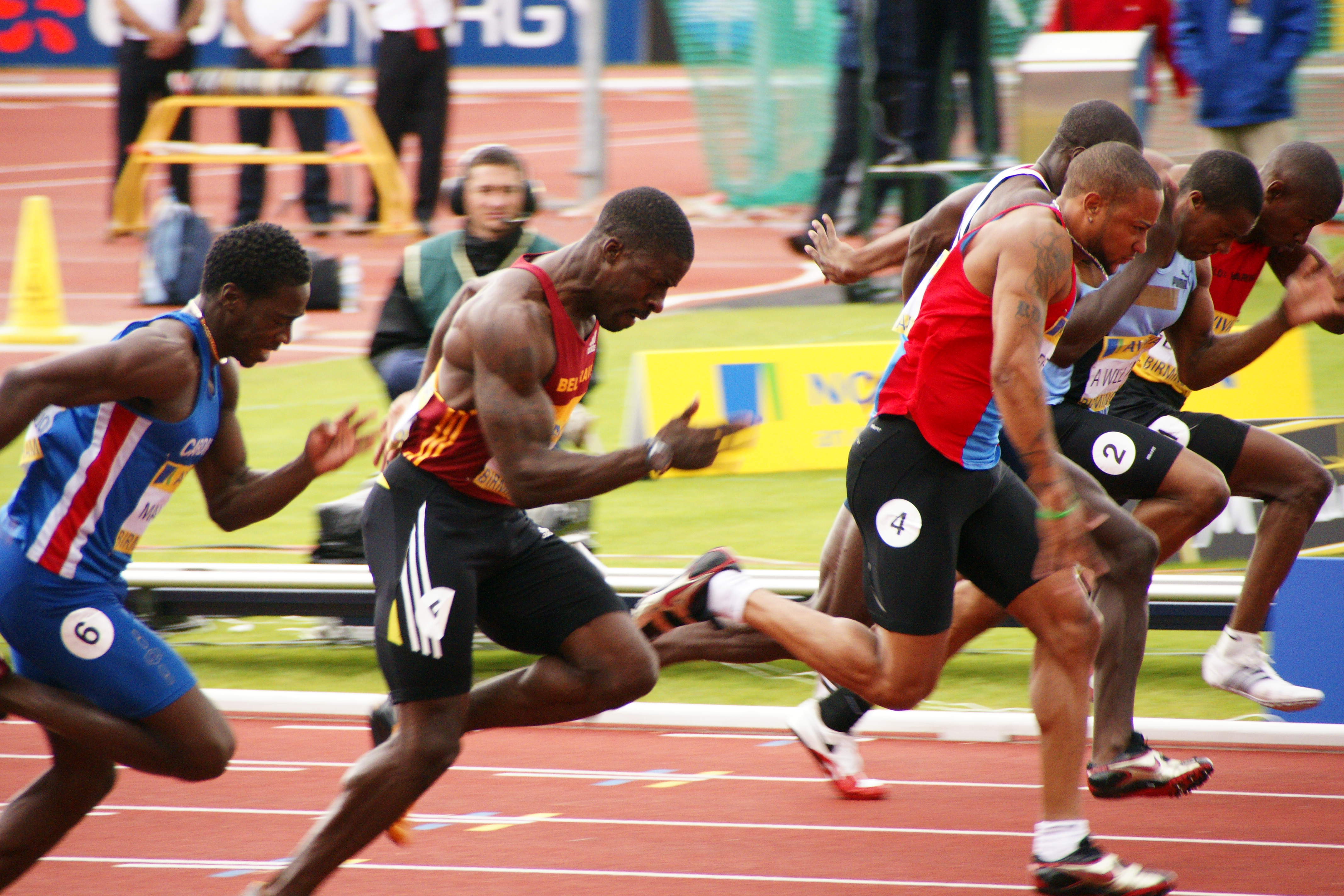
Malcolm (à gauche en bleu), concourrant aux sélections britanniques pour les Jeux olympiques 2008, Birmingham

| Date | Compétition                       | Lieu         | Résultat | Épreuve   | Temps   |
| ---- | --------------------------------- | ------------ | -------- | --------- | ------- |
| 1997 | Championnats d'Europe juniors     | Ljubljana    | 2e       | 100 m     | 10 s 24 |
| 1997 | Championnats d'Europe juniors     | Ljubljana    | 1er      | 200 m     | 20 s 51 |
| 1997 | Championnats d'Europe juniors     | Ljubljana    | 1er      | 4 × 100 m | 39 s 62 |
| 1998 | Championnats du monde juniors     | Annecy       | 1er      | 100 m     | 10 s 12 |
| 1998 | Championnats du monde juniors     | Annecy       | 1er      | 200 m     | 20 s 44 |
| 1998 | Jeux du Commonwealth              | Kuala Lumpur | 2e       | 200 m     | 20 s 29 |
| 1999 | Championnats d'Europe espoirs     | Göteborg     | 2e       | 100 m     | 10 s 28 |
| 1999 | Championnats d'Europe espoirs     | Göteborg     | 2e       | 200 m     | 20 s 47 |
| 2000 | Championnats d'Europe en salle    | Gand         | 1er      | 200 m     | 20 s 54 |
| 2000 | Coupe d'Europe des nations        | Gateshead    | 1er      | 200 m     | 20 s 45 |
| 2000 | Coupe d'Europe des nations        | Gateshead    | 1er      | 4 x 100 m | 38 s 41 |
| 2000 | Jeux olympiques                   | Sydney       | 5e       | 200 m     | 20 s 23 |
| 2001 | Championnats du monde en salle    | Lisbonne     | 2e       | 200 m     | 20 s 76 |
| 2001 | Championnats du monde             | Edmonton     | 6e       | 100 m     | 10 s 11 |
| 2001 | Championnats du monde             | Edmonton     | 5e       | 200 m     | 20 s 22 |
| 2001 | Goodwill Games                    | Brisbane     | 5e       | 200 m     | 20 s 77 |
| 2002 | Championnats d'Europe en salle    | Vienne       | 2e       | 200 m     | 20 s 65 |
| 2002 | Coupe d'Europe des nations        | Annecy       | finale   | 4 x 100 m | DQ      |
| 2002 | Jeux du Commonwealth              | Manchester   | 8e       | 200 m     | 20 s 39 |
| 2002 | Championnats d'Europe             | Munich       | 4e       | 200 m     | 20 s 30 |
| 2002 | Championnats d'Europe             | Munich       | finale   | 4 × 100 m | DQ      |
| 2002 | Coupe du monde des nations        | Madrid       | 6e       | 4 x 100 m | 39 s 23 |
| 2003 | Coupe d'Europe des nations        | Florence     | 2e       | 200 m     | 20 s 45 |
| 2003 | Championnats du monde             | Paris        | finale   | 4 × 100 m | DQ      |
| 2004 | Coupe d'Europe des nations        | Bydgoszcz    | 1er      | 200 m     | 20 s 56 |
| 2005 | Coupe d'Europe des nations        | Florence     | 1er      | 200 m     | 20 s 15 |
| 2005 | Championnats du monde             | Helsinki     | 3e       | 4 × 100 m | 38 s 27 |
| 2006 | Coupe d'Europe des nations        | Malaga       | 1er      | 200 m     | 20 s 29 |
| 2007 | Championnats du monde             | Osaka        | 3e       | 4 × 100 m | 37 s 90 |
| 2008 | Coupe d'Europe des nations        | Annecy       | 1er      | 4 × 100 m | 38 s 48 |
| 2008 | Jeux olympiques                   | Pékin        | 5e       | 200 m     | 20 s 40 |
| 2010 | Championnats d'Europe             | Barcelone    | 2e       | 200 m     | 20 s 38 |
| 2010 | Coupe continentale                | Split        | 4e       | 200 m     | 20 s 75 |
| 2010 | Jeux du Commonwealth              | New Delhi    | 3e       | 200 m     | 20 s 52 |
| 2011 | Championnats d'Europe par équipes | Stockholm    | 1er      | 4 × 100 m | 38 s 60 |
| 2011 | Championnats du monde             | Daegu        | finale   | 4 × 100 m | DNF     |
| 2012 | Championnats d'Europe             | Helsinki     | finale   | 4 x 100 m | DNF     |